# Zebeeba abbreviata
Zebeeba abbreviata är en fjärilsart som beskrevs av W. Warren 1913. Zebeeba abbreviata ingår i släktet Zebeeba och familjen nattflyn. Inga underarter finns listade i Catalogue of Life.